# 제25사단 (베트남 공화국)
제25보병사단(Sư đoàn 25 Bộ binh)은 베트남 공화국군 제3군단 소속의 사단으로, 베트남 공화국의 수도인 사이공시의 북부 외곽지역을 방어하는 역할을 맡았다.